# Léon Bertin
Pour les articles homonymes, voir Bertin.
 (février 2019).
Si vous disposez d'ouvrages ou d'articles de référence ou si vous connaissez des sites web de qualité traitant du thème abordé ici, merci de compléter l'article en donnant les références utiles à sa vérifiabilité et en les liant à la section « Notes et références ».
Léon Bertin est un zoologiste français, né le 8 avril 1896 à Paris 14e et mort le 5 février 1956 à Saint-Amand-de-Vendôme (Loir-et-Cher) dans un accident de voiture.

## Biographie
Il fait ses études à l'École normale supérieure à partir de 1914. Il obtient sa licence en sciences en 1917 et l'agrégation de sciences naturelles en 1920. Il obtient en 1925 son doctorat avec une thèse intitulée Recherches bionomiques, biométriques et systématiques sur les épinoches (Gastérostéidés). Bertin étudie notamment dans les laboratoires de géologie sous Alfred Lacroix (1863-1948) du Muséum national d'histoire naturelle de Paris et des invertébrés de Louis Eugène Bouvier (1856-1944). Après avoir été assistant à la faculté des sciences, il entre en 1938 au laboratoire d’herpétologie du Muséum national d'histoire naturelle de Paris sous la direction de Louis Roule (1861-1942). Il y succède à Jacques Pellegrin (1873-1944), parti à la retraite. Il dirige en 1949 la Société zoologique de France.
Bertin est notamment l’auteur de L’Atlas des poissons marins, Regards sur la nature et ses mystères, La systématique et la biologie des épinoches (1921). Il est spécialiste de la faune abyssale.

## Publications
(Liste partielle)
- La partie sur les poissons dans La Faune de la France en tableaux synoptiques illustrés de Rémy Perrier (Delagrave, Paris, 1924 ; réédité en 1980 puis en 1998).
- Manipulations zoologiques. À l'usage du P.C.N., des écoles normales et des candidats au brevet supérieur et au professorat des écoles normales (Presses universitaires de France, Paris, 1926 ; réédité en 1930).
- La partie sur les lépidoptères dans La Faune de la France en tableaux synoptiques illustrés de Rémy Perrier (Delagrave, Paris, 1926 ; réédité en 1979).
- Avec Lucien Berland (1888-1962), la partie sur les arachnides et les crustacés dans La Faune de la France en tableaux synoptiques illustrés de Rémy Perrier (Delagrave, Paris, 1929 ; réédité en 1979).
- Géologie et paléontologie. À l'usage : des élèves aux écoles normales primaires et primaires supérieures, des élèves et candidats à l'Institut agronomique et aux écoles nationales d'agriculture, des candidats aux écoles normales supérieures et au S.P.C.N. (Larousse, Paris, 1939).
- Les Anguilles, variation, croissance, euryhalinité, toxicité, hermaphrodisme juvénile et sexualité, migrations, métamorphoses... (Payot, Paris, 1942 ; réédité en 1951).
- Petit atlas des poissons, aquarelles par Charles Yver (Boubée, Paris, deux volumes, 1942 ; réédité en 1946).
- Avec Jacques Berlioz (1891-1975) et Lucien Chopard (1885-1971), Les Migrations animales (Gallimard, Paris, collection L'avenir de la science, n° 17, 1942).
- La Vie des animaux, tome I (Larousse, Paris, 1949), tome II (idem, 1950).
- Catalogue des types de poissons du Muséum national d'histoire naturelle. 5e partie. Ostariophysaires (Siluriformes) (Muséum national d'histoire naturelle, Paris, 1950).
- Regards sur la nature et ses mystères, la terre, les bêtes, l'homme et les monstres (Éditions du Pavillon, Paris, 1950).
- Catalogue des types de poissons du Muséum national d'histoire naturelle. 6e partie. Haplomes, hétéromes, catostéomes (Muséum national d'histoire naturelle, Paris, 1951).
- Les Poissons singuliers, préfacé par Georges Duhamel et illustré par Gisèle Mauger (Dunod, Paris, 1954).
- La Terre, notre planète (Larousse, Paris, 1956).